# Naturschutzgebiet Haarener Baggerseen
Koordinaten: 51° 41′ 51″ N, 7° 55′ 34″ O
Das Naturschutzgebiet Haarener Baggerseen  liegt auf dem Gebiet der kreisfreien Stadt Hamm in Nordrhein-Westfalen.
Das rund 20,8 ha große Gebiet, das im Jahr 1995 unter der Schlüsselnummer HAM-015 unter Naturschutz gestellt wurde, erstreckt sich nordöstlich von Haaren, einem Stadtteil von Hamm. Nördlich des Gebietes fließt die Lippe und südlich der Datteln-Hamm-Kanal. Nördlich entlang der Lippe erstreckt sich das rund 35,45 ha große Naturschutzgebiet Lippeaue zwischen Dolberg und Uentrop.